# 高排乡
高排乡，是中华人民共和国江西省赣州市会昌县下辖的一个乡镇级行政单位。

## 行政区划
高排乡下辖以下地区：
高排社区、高排村、山口村、上磜村、坪坑村、南田村、团龙村和石灰坝村。